# Tête d'un personnage en lapis-lazuli
 (juillet 2014).

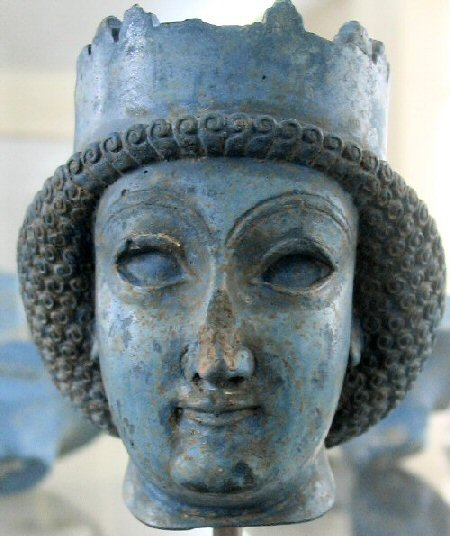
Photographie de face

La tête d'un personnage en pâte de lapis-lazuli est une pièce archéologique conservée au musée national d'Iran de Téhéran et trouvée au site de Persépolis. Elle mesure 6,5 cm de hauteur et 6 cm de largeur et date des Ve – IVe siècles av. J.-C.
Cette minuscule figure en pâte de lapis-lazuli est remarquable de précision. Le jeune personnage achéménide à couronne crénelée représente selon certains historiens un jeune prince. En effet sa coiffure est caractéristique et ressemble à celle d'un personnage achéménide de calcaire conservé au musée du Louvre. Sa matière rappelle celle du buste du Mède tenant un lionceau dans les bras (h. 19 cm x l. 16 cm) du Cleveland Museum of Art.
D'autres historiens, considérant la couronne crénelée et l'expression de grande sérénité du visage, sont d'avis qu'il s'agirait de quelque divinité; la matière est du reste fréquemment la même pour la réalisation de statuettes de dieux qui étaient conservées dans les maisons, et non dans les temples comme le remarque Hérodote. L'hypothèse qu'elle représenterait la déesse Anahita est également évoquée. L'opinion, un tant soit peu romantique, qu'il s'agirait d'une figuration de la reine achéménide Atossa n'est étayée d'aucune preuve.
Cette œuvre d'une grande finesse avait certainement des incrustations d'émail pour les yeux.
Elle a été exposée pour la première fois au public européen à Rome en 1956 à l'exposition d'art iranien présentée par le professeur Tucci. Elle a aussi été montrée à Paris au Petit Palais à l'exposition 7000 d'art en Iran' d'octobre 1961 à janvier 1962, sous l'intitulé Tête de prince en pâte de lapis-lazuli.